# Сант'Оронцо-Туфароле (Авелино)
Сант'Оронцо-Туфароле је насеље у Италији у округу Авелино, региону Кампанија.
Према процени из 2011. у насељу је живело 185 становника. Насеље се налази на надморској висини од 351 м.